# 1877 en Belgique
Chronologie de la Belgique
- 1873
- 1874
- 1875
- 1876
- 1877
- 1878
- 1879
- 1880
- 1881

Cette page recense des événements qui se sont produits durant l'année 1877 en Belgique.

## Chronologie
- 9 juillet : loi « sur le secret du vote et sur les fraudes électorales ». Les bureaux de vote comporteront désormais des isoloirs[1].
- 1er septembre : inauguration des gares de Liège-Jonfosse et Liège-Palais.

## Culture
- Ouverture du Musée instrumental de Bruxelles.

### Arts
- du 26 août au 2 novembre, Salon de Gand.

#### Peinture

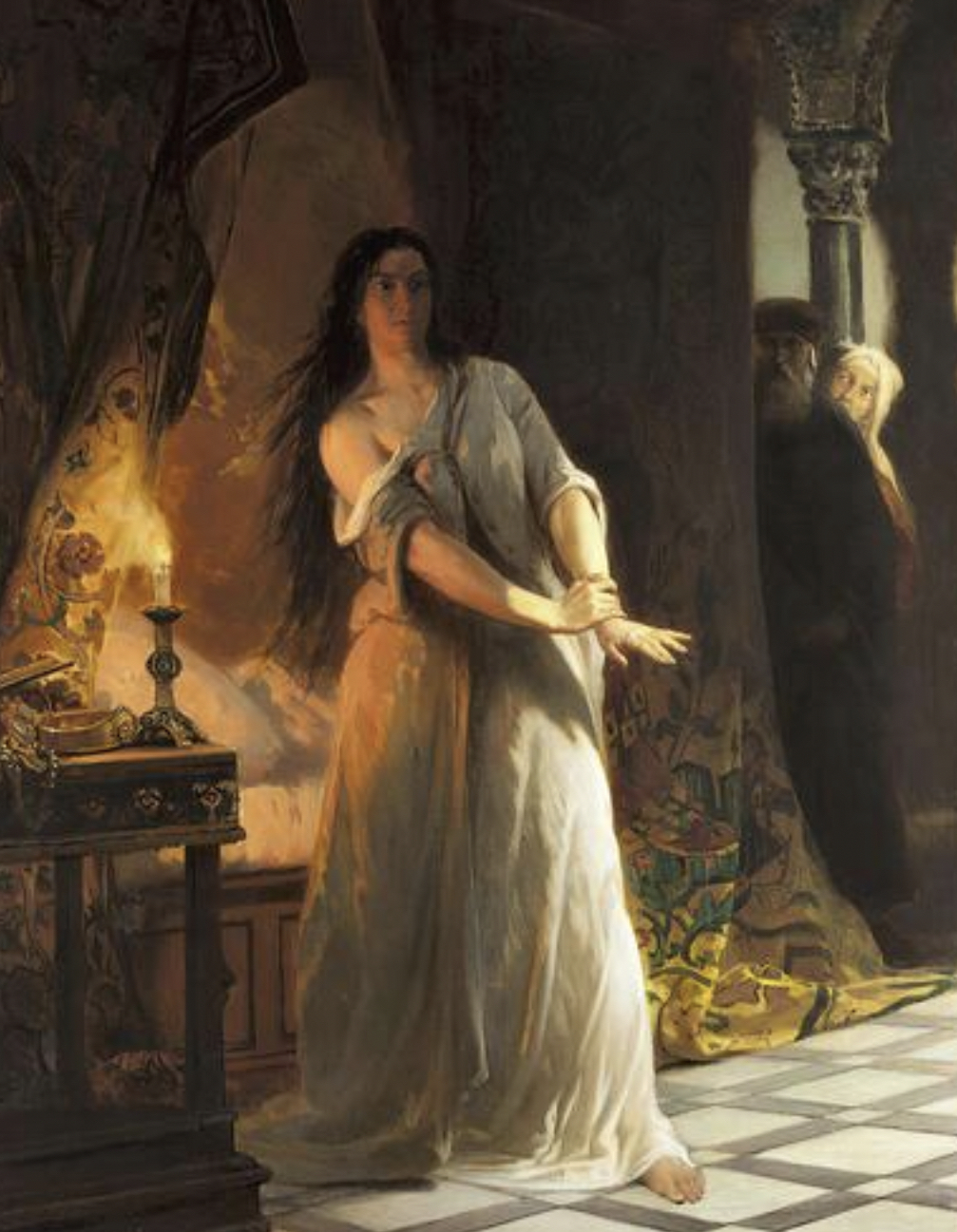
Lady Macbeth (Charles Soubre)

## Naissances
- 21 février : Jean Capart, égyptologue († 16 juin 1947).
- 24 mai : Pierre Forthomme, homme politique († 2 décembre 1959).
- 10 juillet : Hélène Dutrieu, cycliste, motocycliste, coureuse automobile et aviatrice († 26 juin 1961).
- 11 août : Aloïs Catteau, coureur cycliste († 1er novembre 1939).

## Décès
- 3 avril : Jean-Baptiste Madou, peintre, illustrateur, lithographe et aquafortiste (° 3 février 1796).
- 3 juin : Camille de Briey, homme politique et diplomate (° 27 juin 1799).
- 9 décembre : Ferdinand Piercot, homme politique (° 12 septembre 1797).